# Kristen Wiig

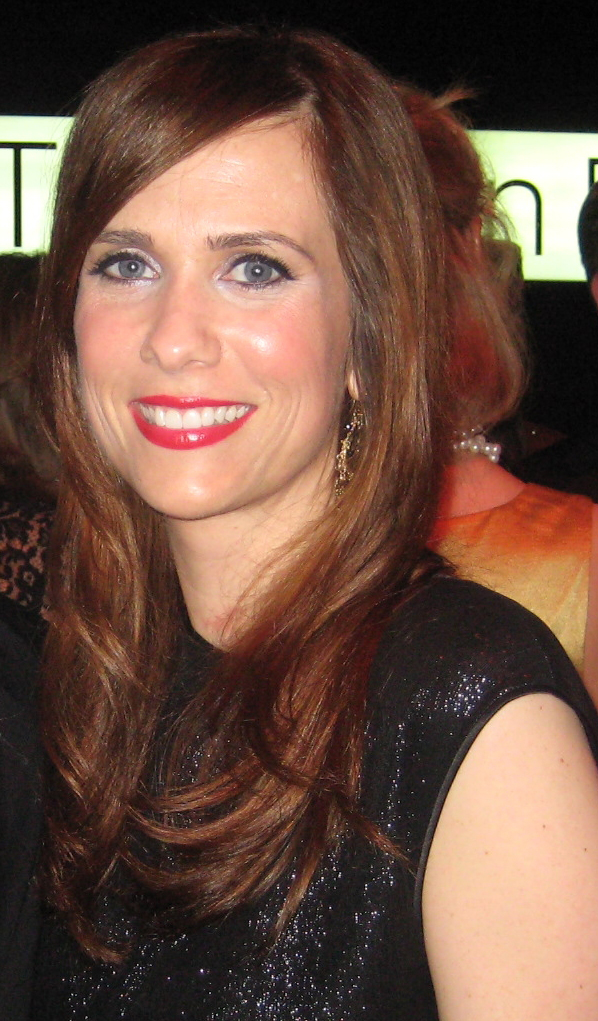
Kristen Wiig, 2008.

Kristen Caroll Wiig, född 22 augusti 1973 i Canandaigua i Ontario County i New York, är en amerikansk komiker, skådespelare,  manusförfattare och filmproducent.
Wiig är mest känd för att 2005–2012 ha medverkat i sketchprogrammet Saturday Night Live och för att ha skrivit och spelat i filmen Bridesmaids, som gav henne bl.a. en oscarsnominering.

## Biografi

### Uppväxt
Kristen Wiig är dotter till småbåtshamnsägaren Jon Arne Joseph Wiig och konstnären Laurie Day. Hon har också en bror, Erik. Namnet Wiig härstammar från Norge från hennes farfar Gunnar Ove Wiig som är från Vik i Sogn og Fjordane fylke. Han emigrerade till USA som barn och växte upp i Rochester i New York där han blev sportkommentator åt basebollaget Rochester Red Wings. Han blev senare programchef på radio och TV.
Wiigs familj flyttade till Lancaster i Pennsylvania när hon var tre men när hon fyllde 13 återvände de till Rochester. Hon började på Roanoke College i Salem i Virginia men återvände snart till Rochester igen där hon istället gick community college (ett slags Komvux) och kom in på University of Arizona för att studera konst. Där började hon skådespela för att fylla på sina poäng. Hennes lärare tyckte hon skulle fortsätta skådespela men Wiig tog ett jobb hos en plastikkirurg istället, men dagen innan hon skulle börja jobba där bestämde hon sig för att försöka sig på en karriär i Hollywood.

### Saturday Night Live
Wiig upptäckte i Los Angeles att improvisationsteater passade henne bättre och hon fick snabbt en plats i teatergruppen The Groundlings. Samtidigt gjorde hon en audition hos Mad TV som hon inte blev antagen till, men fick mindre roller i till exempel The Joe Schmo Show (2003). Hennes manager föreslog att hon skulle skicka in en auditionvideo till sketchprogrammet Saturday Night Live. Hon debuterade i programmet 12 november 2005. Hon medverkade i programmets skådespelarensemble fram till 2012 och kom att bli en tittarfavorit. För sin insats blev hon nominerad till fyra Primetime Emmy Awards för bästa biroll i en komediserie. Hon blev också framröstad som en av de 15 bästa medverkande i programmet av Entertainment Weekly, samt som en av de roligaste kvinnorna i Hollywood.
Under tiden som medlem i Saturday Night Live fick Wiig sin första filmroll i julfilmen Unaccompanied Minors (2006) och syntes också i långfilmer som På smällen (2007), Walk Hard: The Dewey Cox Story (2007), Semi-Pro (2008), Dumpad (2008), Ghost Town (2008), Whip It (2009) och All Good Things (2009). Hon agerade också som röstskådespelare i Ice Age 3: Det våras för dinosaurierna (2009), Dumma mej (2010) och Draktränaren (2010).

### Genombrott
Wiig fick sitt stora genombrott med filmen Bridesmaids (2011) som hon skrev ihop med sin forna Groundlings-kollega Annie Mumolo. Hon spelade också huvudrollen som Annie Walker. Filmen blev kritikerhyllad och en finansiell succé och spelade in över 280 miljoner dollar. För sitt arbete med Bridesmaids Oscarnominerades Wiig och Mumolo 2012 i kategorin Bästa originalmanus. Wiig blev även nominerad till en Golden Globe för bästa kvinnliga huvudroll. Hon fick även en mindre succé med filmen Friends with Kids (2011).
Wiig var efter succén med Bridesmaids en prominent figur i Hollywood och fick en hel del huvudroller eller stora biroller som i Revenge for Jolly! (2012) och spelade mot Annette Bening i Girl Most Likely (2012). Hennes avslut i Saturday Night Live samma år firades stort i programmet som leddes av Mick Jagger och gästades av Amy Poehler, Chris Kattan, Chris Parnell, Will Forte, Rachel Dratch, Steve Martin och Jon Hamm. Hon har varit gäst i programmet flera gånger och varit värd fem gånger sedan dess.
Kristen Wiig återvände sedan till att låna ut sin röst i Dumma mej 2 (2013) och till den mycket hyllade Spike Jonze-filmen Her (2013). Hon spelade sedan mot Ben Stiller och Sean Penn i The Secret Life of Walter Mitty (2013). Hon spelade även Steve Carrells rollkaraktärs flickvän Chani i Anchorman 2 (2013). För sin roll i miniserien The Spoils of Babylon (2014) nominerades hon till en Emmy Award. Hon blev även hyllad för sin rolltolkning i filmerna Hateship, Loveship (2014) och Skeleton Twins (2014). Hon blev hyllad för sina roller i Welcome to Me (2014), The Diary of a Teenage Girl (2015) och The Martian (2015). År 2015 uppträdde hon på Grammy Awards och dansade bredvid barndansösen Maddie Ziegler till Sias framförande av hennes hit "Chandelier".

### Ghostbusters
År 2016 medverkade Wiig i Zoolander 2, vilken blev både sågad och en flopp. Samma år spelade hon i Ghostbusters. Det var en reboot av filmen med samma namn från 1984 och man hade bytt ut huvudrollsinnehavarna mot kvinnor. Filmen kom därför att få en riktad hatkampanj emot sig för att rösta ned filmens betyg på internet. Till exempel kom trailern att bli en av de mest ogillade på Youtube. På IMDB röstades betyget ner långt innan filmen hade haft premiär och någon ens hade sett den. Skådespelarna utsattes för så mycket hat på Twitter att regissören Paul Feig var tvungen att vädja om att de skulle lämna hans rollbesättning i fred. Amerikanska journalister som granskade och analyserade inlägg och kommentarer kom fram till att kritiken mot filmen var enkelspårig och bestod av nästan uteslutande kvinnohat och anti-feminism. Ghostbusters blev väl mottagen av kritiker och spelade in över 229 miljoner dollar.
Samma år gjorde hon rösten till ett korvbröd i Sausage Party och medverkade tillsammans med Owen Wilson och Zach Galifianakis i Masterminds. Hon återvände sedan till sin roll i Dumma mej 3 (2017) och spelade sidan om Matt Damon i Downsizing (2017).

### Vidare karriär
Wiig var filmskurken Cheetah i Wonder Woman 1984 (2020). Wiig och Annie Mumolo återförenades och skrev manus till filmen Barb and Star Go to Vista Del Mar, som fick ett gott mottagande av kritiker. Hon producerade och spelade sedan i TV-serien Palm Royale (2024).

## Privatliv
Wiig har varit gift med Hayes Hargrove mellan 2005 och 2009. Hon hade sedan en relation med The Strokes-trummisen Fabrizio Moretti mellan 2011 och 2013.
2019 förlovade hon sig med Avi Rothman. I januari 2020 blev paret föräldrar till tvillingar via surrogatmödraskap, och året efter gifte de sig. De bor i Pasadena i Kalifornien.

## Filmografi (i urval)

### Film
| År   | Titel                                  | Roll                           | Notering                 |
| ---- | -------------------------------------- | ------------------------------ | ------------------------ |
| 2000 | Carnata                                | Partyförälder                  | Kortfilm                 |
| 2003 | Melvin Goes to Dinner                  | Extra                          |                          |
| 2006 | Unaccompanied Minors                   | Carole Malone                  |                          |
| 2006 | The Enigma with a Stigma               | Butiksbiträde                  |                          |
| 2007 | På smällen                             | Jill                           |                          |
| 2007 | Meet Bill                              | Jane Whitman                   |                          |
| 2007 | The Brothers Solomon                   | Janine                         |                          |
| 2007 | Walk Hard: The Dewey Cox Story         | Edith Cox                      |                          |
| 2008 | Semi-Pro                               | Bear Handler                   |                          |
| 2008 | Dumpad                                 | Yoga instruktör                |                          |
| 2008 | Pretty Bird                            | Mandy                          |                          |
| 2008 | Ghost Town                             | Kirurg                         |                          |
| 2009 | Adventureland                          | Paulette                       |                          |
| 2009 | Ice Age 3: Det våras för dinosaurierna | Bäver mamma                    | Röstroll                 |
| 2009 | Whip It!                               | Maggie Mayhem                  |                          |
| 2009 | Extract                                | Suzie Reynolds                 |                          |
| 2010 | Draktränaren                           | Ruffnut Thorston               | Röstroll                 |
| 2010 | Legend of the Boneknapper Dragon       | Ruffnut Thorston               | Röstroll, kortfilm       |
| 2010 | En galen natt                          | Haley Sullivan                 |                          |
| 2010 | McGruber                               | Vicki St. Elmo                 |                          |
| 2010 | Dumma mej                              | Miss Hattie                    | Röstroll                 |
| 2010 | All Good Things                        | Lauren Fleck                   |                          |
| 2011 | Paul                                   | Ruth Buggs                     |                          |
| 2011 | Bridesmaids                            | Annie Walker                   | Även manus               |
| 2011 | Friends with Kids                      | Missy                          |                          |
| 2011 | Gift of the Night Fury                 | Ruffnut Thorston               | Röstroll, kortfilm       |
| 2012 | Revenge for Jolly!                     | Angela                         |                          |
| 2012 | Imogene                                | Imogene Duncan                 | Även producent           |
| 2013 | Dumma mej 2                            | Agent Lucy Wilde               | Röstroll                 |
| 2013 | Her                                    | SexyKitten                     | Röstroll                 |
| 2013 | The Secret Life of Walter Mitty        | Cheryl Melhoff                 |                          |
| 2013 | Anchorman 2                            | Chani                          |                          |
| 2013 | Hateship, Loveship                     | Johanna Parry                  |                          |
| 2014 | Skeleton Twins                         | Maggie                         |                          |
| 2014 | Draktränaren 2                         | Ruffnut Thorston               | Röstroll                 |
| 2014 | Welcome to Me                          | Alice Klieg                    | Även producent           |
| 2015 | The Diary of a Teenage Girl            | Charlotte                      |                          |
| 2015 | Nasty Baby                             | Polly                          |                          |
| 2015 | A Deadly Adoption                      | Sarah Benson                   | TV-film                  |
| 2015 | The Martian                            | Annie Montrose                 |                          |
| 2016 | Zoolander 2                            | Alexanya Atoz / Katinka        |                          |
| 2016 | Ghostbusters                           | Dr. Erin Gilbert               |                          |
| 2016 | Sausage Party                          | Brenda                         | Röstroll                 |
| 2016 | Masterminds                            | Kelly Campbell                 |                          |
| 2017 | Dumma mej 3                            | Agent Lucy Wilde               | Röstroll                 |
| 2017 | Downsizing                             | Audrey Safranek                |                          |
| 2017 | Mother!                                | Herald                         |                          |
| 2019 | Draktränaren 3                         | Ruffnut Thorston               | Röstroll                 |
| 2019 | Where'd You Go, Bernadette             | Audrey Griffin                 |                          |
| 2020 | Wonder Woman 1984                      | Barbara Ann Minerva / Cheetah  |                          |
| 2021 | Barb and Star Go to Vista Del Mar      | Star / Sharon Gordon Fisherman | Även manus och producent |
| 2021 | Jakten på julen                        | Aunt Carlotta                  |                          |
| 2024 | Dumma mej 4                            | Agent Lucy Wilde               | Röstroll                 |

### TV
| År        | Titel                                      | Roll                       | Notering                                                          |
| --------- | ------------------------------------------ | -------------------------- | ----------------------------------------------------------------- |
| 2003      | The Joe Schmo Show                         | Dr. Pat                    | 9 avsnitt                                                         |
| 2004      | I'm with Her                               | Kristy                     | Avsnitt: "The Heartbreak Kid"                                     |
| 2004      | The Drew Carey Show                        | Sandy                      | Avsnitt: "House of the Rising Son-in-Law"                         |
| 2005-2012 | Saturday Night Live                        | Olika roller               | 135 avsnitt                                                       |
| 2007      | 30 Rock                                    | Candace Van der Shark      | Avsnitt: "Somebody to Love"                                       |
| 2009      | Flight of the Conchords                    | Brahbrah                   | Avsnitt: "Love is a Weapon of Choice"                             |
| 2009-2010 | Bored to Death                             | Jennifer Gladwell          | 3 avsnitt                                                         |
| 2010      | Ugly Americans                             | Tristan                    | Röstroll, avsnitt: "So, You Want to Be a Vampire"                 |
| 2010      | The Cleveland Show                         | Mrs. Stapleton             | Röstroll, avsnitt: "The Curious Case of Jr. Working at The Stool" |
| 2011-2014 | The Looney Tunes Show                      | Lola Bunny                 | Röstroll, 25 avsnitt                                              |
| 2011      | The Simpsons                               | Calliope Juniper           | Röstroll, avsnitt: "Flaming Moe"                                  |
| 2011      | Svampbob Fyrkant                           | Madame Hag Fish            | Röstroll, avsnitt: "The Curse of the Hex"                         |
| 2012      | Portlandia                                 | Gathy                      | Avsnitt: "Cat Nap"                                                |
| 2013      | The Simpsons                               | Annie Crawford             | Röstroll, avsnitt: "Homerland"                                    |
| 2013      | Saturday Night Live                        | Värd                       | Avsnitt: "Kirsten Wiig / Vampire Weekend"                         |
| 2013      | Arrested Development                       | Young Lucille Bluth        | 7 avsnitt                                                         |
| 2013      | Drunk History                              | Patty Hearst               | Avsnitt: "San Fransisco"                                          |
| 2014      | The Spoils of Babylon                      | Delores O'Dell             | 6 avsnitt                                                         |
| 2015      | Wet Hot American Summer: First Day of Camp | Courtney                   | 3 avsnitt                                                         |
| 2016      | Saturday Night Live                        | Värd                       | Avsnitt: "Kirsten Wiig / The xx"                                  |
| 2017      | The Last Man on Earth                      | Pamela Brinton             | 5 avsnitt                                                         |
| 2017-2018 | Nobodies                                   | Sig själv                  | 2 avsnitt                                                         |
| 2017      | Wet Hot American Summer: Ten Years Later   | Courtney                   | Avsnitt: "Tigerclaw"                                              |
| 2017-2022 | Big Mouth                                  | Jessi's vulva / Beatrice   | Röstroll, 5 avsnitt                                               |
| 2019-2021 | Bless the Harts                            | Jenny Hart, Maykay Bueller | Röstroll, 34 avsnitt                                              |
| 2020      | Saturday Night Live                        | Värd                       | Avsnitt: "Kirsten Wiig / Boyz II Men"                             |
| 2020      | Satuday Night Live                         | Värd                       | Avsnitt: "Kirsten Wiig / Dua Lipa"                                |
| 2021      | MacGruber                                  | Vicki St. Elmo             | 8 avsnitt                                                         |
| 2024      | Palm Royale                                | Maxine Dellacorte-Simmons  | 10 avsnitt, även producent                                        |
| 2024      | Saturday Night Live                        | Värd                       | Avsnitt: Kirsten Wiig / Raye"                                     |